# NILI

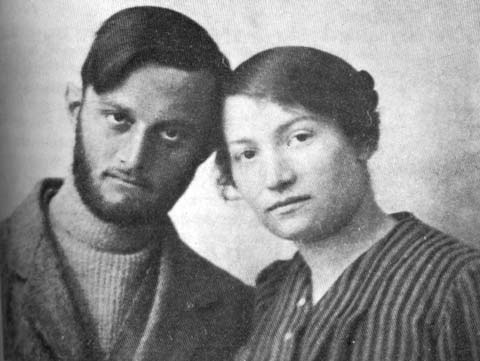
Avshalom Feinberg und Sarah Aaronsohn 1916

NILI war ein jüdischer Spionagering in Palästina, der während des Ersten Weltkriegs die Briten gegen das mit Deutschland verbündete Osmanische Reich unterstützte. Das Akronym NILI steht für das hebräische Netzach Jisraʾel lo Jeschaqqer (נֵצַח יִשְׂרָאֵל לֹא יְשַׁקֵּר ‚er, der Israels Herrlichkeit ist, lügt nicht‘, 1 Sam 15,29 ), das die Gruppe als Parole verwendete.
Die Gruppe wurde 1915 von Aaron Aaronsohn gegründet, nachdem jüdische Einwohner als unsichere Kantonisten vor der heranrückenden Egyptian Expeditionary Force durch die Osmanen deportiert worden waren und seine Schwester Sarah auf einer Fahrt nach Istanbul Zeugin der Verfolgung von Armeniern geworden war. Weitere Mitglieder der Gruppe waren Alexander Aaronsohn, ein Bruder der beiden, Avshalom Feinberg und Joseph Lishansky sowie etwa 20 weitere Personen.
Aaron Aaronsohn war ein weltbekannter Biologe und Botaniker. Von der Versuchsstation Atlit in der Nähe von Sichron Jaʿaqov aus unternahm er zahlreiche Reisen, die als Tarnung für seine nachrichtendienstliche Tätigkeit dienten. Die Briten wiesen die Annäherungsversuche zunächst ab. Erst als es Aaron Aaronsohn Ende 1916 gelang, die feindlichen Linien zu überwinden, konnte er die Briten in Kairo von der Nützlichkeit der NILI überzeugen. Den größten Teil des Jahres 1917 verbrachte er als Verbindungsmann in Kairo, während seine Geschwister die Gruppe in Atlit führten. Der Nachrichtenaustausch fand zunächst durch Lichtzeichen zu einer vor der Küste ankernden britischen Fregatte statt, später wurden Brieftauben verwendet.
Die Informationen über Wasserlöcher in der Wüste Negev, osmanische Befestigungen und Truppenbewegungen ermöglichten General Edmund Allenby, bei seinen Angriffen auf Beerscheba und Gaza durch die Wüste vorzustoßen und so die Osmanen und die verbündeten Mittelmächte an der Palästinafront zu besiegen.
Anfang 1917 wurde Avshalom Feinberg bei einem Schusswechsel auf der Halbinsel Sinai getötet. Im September 1917 wurde eine Brieftaube mit einer kodierten Nachricht von den Osmanen abgefangen. Als osmanische Truppen Sichron Jaʿaqov umstellten, ergab sich Sarah Aaronsohn, um ihrem Vater die zu erwartende Folter zu ersparen. Nachdem sie vier Tage lang gefoltert worden war, gelang es ihr, sich mit einer versteckten Pistole zu erschießen. Joseph Lishansky gelang es aus Sichron Jaʿaqov zu entkommen, und konnte erfolgreich Kontakt zu Mitgliedern von HaSchomer aufnehmen, die ihn zunächst versteckten. Nachdem der osmanische Druck immer stärker wurde, beschlossen diese allerdings, Lishansky hinzurichten, der mit HaMagen eine von HaSchomer als Konkurrenz aufgefasste jüdische militärische Organisation gegründet hatte. Er überlebte aber und konnte wieder entkommen. Einige Tage später wurde er aber von Beduinen gefangen, als er versuchte, ein Kamel zu stehlen, und den Osmanen übergeben. Diese inhaftierten ihn in Damaskus, wo er zum Tode verurteilt und gehängt wurde.

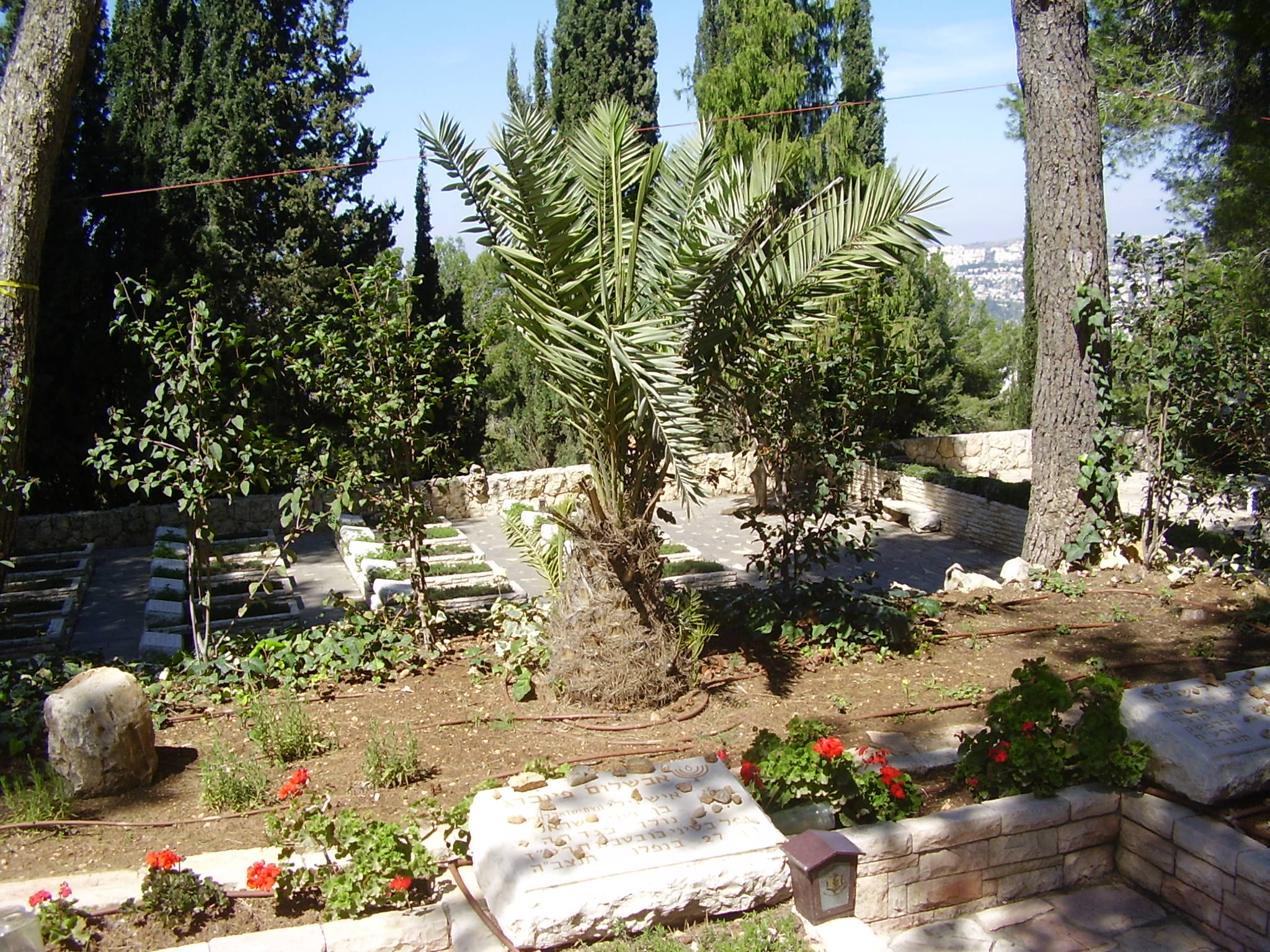
Avshalom Feinbergs Grab auf dem Herzlberg, im Hintergrund seine Dattelpalme

Die Führer des Jischuvs, der jüdischen Bevölkerung in Palästina, und des Zionismus in Europa waren gegen die Tätigkeit der NILI, da sie einerseits eine Parteinahme im Ersten Weltkrieg vor dessen Ende ablehnten, um nicht möglicherweise auf Seiten der Verlierer zu stehen, und weil sie osmanische Repressalien fürchteten. Nach dem Krieg nahm Aaron Aaronsohn an der Pariser Friedenskonferenz teil. Im Mai 1919 starb er unter ungeklärten Umständen bei einem Flugzeugabsturz über dem Ärmelkanal. Es wurde vermutet, dass der Absturz von der britischen Regierung arrangiert worden war.
Die Beurteilung von NILI änderte sich nach dem Ersten Weltkrieg. Nach der Eroberung der Sinai-Halbinsel im Sechstagekrieg wurde das bis dahin unbekannte Grab von Avshalom Feinberg gefunden, seine sterblichen Überreste wurden unter militärischen Ehren nach Israel, auf den Herzlberg, überführt.
In Sichron Jaʿaqov gibt es ein Museum, das NILI gewidmet ist.